# Pobull Fhinn

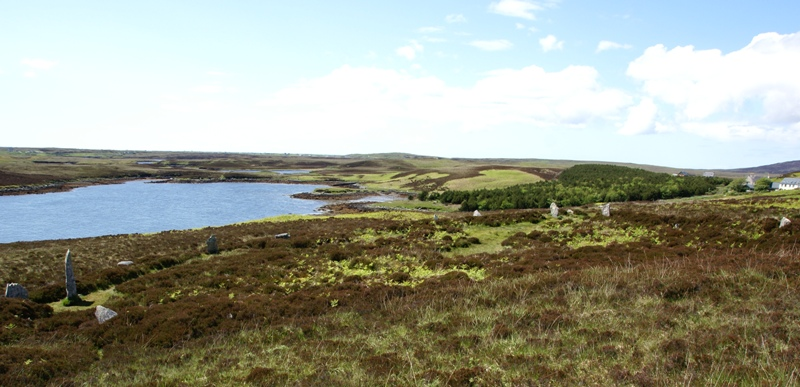
Steinkreis Pobull Fhinn

Der ovale Steinkreis Pobull Fhinn (auch Ben Langass, Pobuill Fhinn oder Sornach Kokos’ Fhinn genannt) liegt am südwestlichen Hang des Ben Langass (Beinn Langais), nördlich des Loch Langais, auf der Hebrideninsel North Uist. Der gälische Name „Pobull Fhinn“ bedeutet Fionn’s Volk, oder das Feenvolk und meint den legendären Helden der irischen Mythologie Fionn mac Cumhaill.
Die Anlage ist als Scheduled Monument geschützt.

## Beschreibung
Das Oval misst 40 m × 33 m. Der Boden innerhalb des Ovales wurde auf der Nordseite für den Bau eines Walls auf der Südseite nivelliert. Merkmal des Steinkreises aus dem 2. Jahrtausend v. Chr. sind Zugänge im Osten und Westen. Es gibt über 40 Menhire, aber 16 von ihnen stehen nicht mehr. Der größte Menhir des Kreises steht am östlichen Zugang und ist etwa zwei Meter hoch.
Der Grabhügel von Pobull Fhinn liegt in der Nähe. Der Erhaltungszustand (Juni 2014) ist schlecht. Im Mai 2011 sind Teile seines Eingangsbereiches eingestürzt.

## Umgebung
An der nordwestlichen Seite des Hügels liegt der neolithische Cairn Barpa Langass.